# 立新礁
立新礁是南沙群岛东部一珊瑚礁，位于仙宾礁以北，钟山礁西北部。1983年中国地名委员会公布的标准名称为“立新礁”。有些日语资料称为“立神礁”。